# Brittany Pierce
Brittany S. Pierce is een personage van de Amerikaanse televisieserie Glee van Fox Broadcasting Company, gespeeld door Heather Morris. Ze is een van de leden van de fictieve Glee Club en de feitelijk bestaande Glee Cast.
Brittany is voor het eerst verschenen in de tweede aflevering van Glee, "Showmance". Het personage is bedacht door Glee bedenkers Ryan Murphy, Brad Falchuk, en Ian Brennan. Brittany is een cheerleader in het William McKinley High Cheerleeder team, de "Cheerios" genaamd, en lid van het schoolkoor (de Glee Club) onder leiding van Will Schuester. Morris was oorspronkelijk ingehuurd om de dans van Beyonce's "Single Ladies" aan de Glee cast te leren. De show was op dat moment op zoek naar een derde cheerleader, en Morris werd gecast voor de rol. In het eerste seizoen was Brittany een bijrol, en pas in het tweede seizoen kreeg ze een grotere verhaallijn en solo's toegewezen.
Morris speelt Brittany als "letterlijk krankzinnig", maar ook heel goedhartig en ze bedoelt alles goed. Morris zelf zegt dat Brittany "van iedereen houdt, ongeacht wie ze zijn". Ze glimlacht vaak en is aardig voor de mensen. Brittany's karaktereigenschappen zijn onder andere dat ze recepten moeilijk kan begrijpen, denkt dat haar kat, Lord Tubbingtonn, haar dagboek leest, en dat ze haar rechter- en linkerhand niet uit elkaar kan houden. Deze feiten worden vaak weergegeven in oneliners van Brittany, waarvan ze een groot deel zelf heeft bedacht. Brittany's one-liners worden regelmatig besproken in beoordelingen over Glee. Morris zelf stelt dat "Brittany wordt gebruikt door de schrijvers van de serie om dingen te laten zeggen die geen van de andere personages zou zeggen". Het personage heeft ook positieve recensies over haar romantische verhaallijn met beste vriendin Santana (Naya Rivera). Brittany zelf is schaamteloos biseksueel terwijl Santana moeite heeft met het accepteren van haar lesbianisme. Brittany bleef Santana altijd steunen en drong erop aan dat ze eerlijk tegen zichzelf moet zijn.

## Casting en creatie
Brittany verschijnt voor het eerst als gastpersonage in de tweede aflevering van het eerste seizoen van Glee. Ze was lid van het cheerleader team van het William McKinley High, de Cheerios. Morris had een grote achtergrond in choreografie. Ze nam acteerlessen en had streven naar een acteercarrière tot haar een plek aangeboden werd al danser in de World Tour van artiest Beyoncé. Kort daarna werd ze gevraagd door Glee choreograaf Zach Woodlee om de choreografie van Beyonce's "Single Ladies" aan de Glee acteurs te leren. Tegelijkertijd was de show op zoek naar een derde cheerleader, waar Morris uiteindelijk voor gecast werd. In eerste instantie was het personage veel op de achtergrond en sprak bijna nooit, tot de schrijvers ontdekten dat Morris goede oneliners kon bedenken waarna de rol groeide.

## Verhaallijn
Brittany wordt geïntroduceerd als lid van het cheerleader team van het William McKinley High, de Cheerios. Samen met haar twee beste vrienden en mede-cheerleaders Quinn Fabray (Dianna Agron) en Santana Lopez (Naya Rivera) doet ze auditie voor de Glee Club (New Directions) en wordt toegelaten. Cheerleadercoach Sue Sylvester (Jane Lynch) wil dat de drie meiden haar helpen om de club van binnenuit te vernietigen. Wanneer de Glee Club aan het voorbereiden is op de showkoorkampioenschappen, lekt Brittany onbewust de setlist aan Sue, die deze doorspeelt aan de concurrerende koren. De New Directions stellen op het laatste moment een nieuwe setlist op en gaan de strijd tijdens de wedstrijd aan. Ook blijkt dat Brittany en Santana seks hebben gehad, maar geen stel zijn. Na de overwinning van de New Directions gaat Sue zich nog meer inspannen om de New Directions ten onder te brengen, en vraag Brittany en Santana om het stel Rachel Berry (Lea Michele) en Finn Hudson (Cory Monteith), die beiden co-captains van de Glee Club zijn, uit elkaar te laten gaan. Ze nodigen Finn uit op een date met hen beiden, maar negeren hem de hele avond verzoeken hem uiteindelijk om in de auto te gaan zitten zodat ze hun maaltijd alleen kunnen afmaken. Brittany vertelt in de aflevering "Bad Reputation" dat ze met bijna iedereen in de school - jongens en meisjes-, en de conciërge het bed heeft gedeeld. Ook date ze kort met Kurt Hummel (Chris Colfer) in de aflevering "Laryngitis", omdat hij mannelijker wil lijken en indruk op zijn vader probeert te maken. Ook is hij de enige man in de school waar Brittany nog niet mee heeft gevreeën.

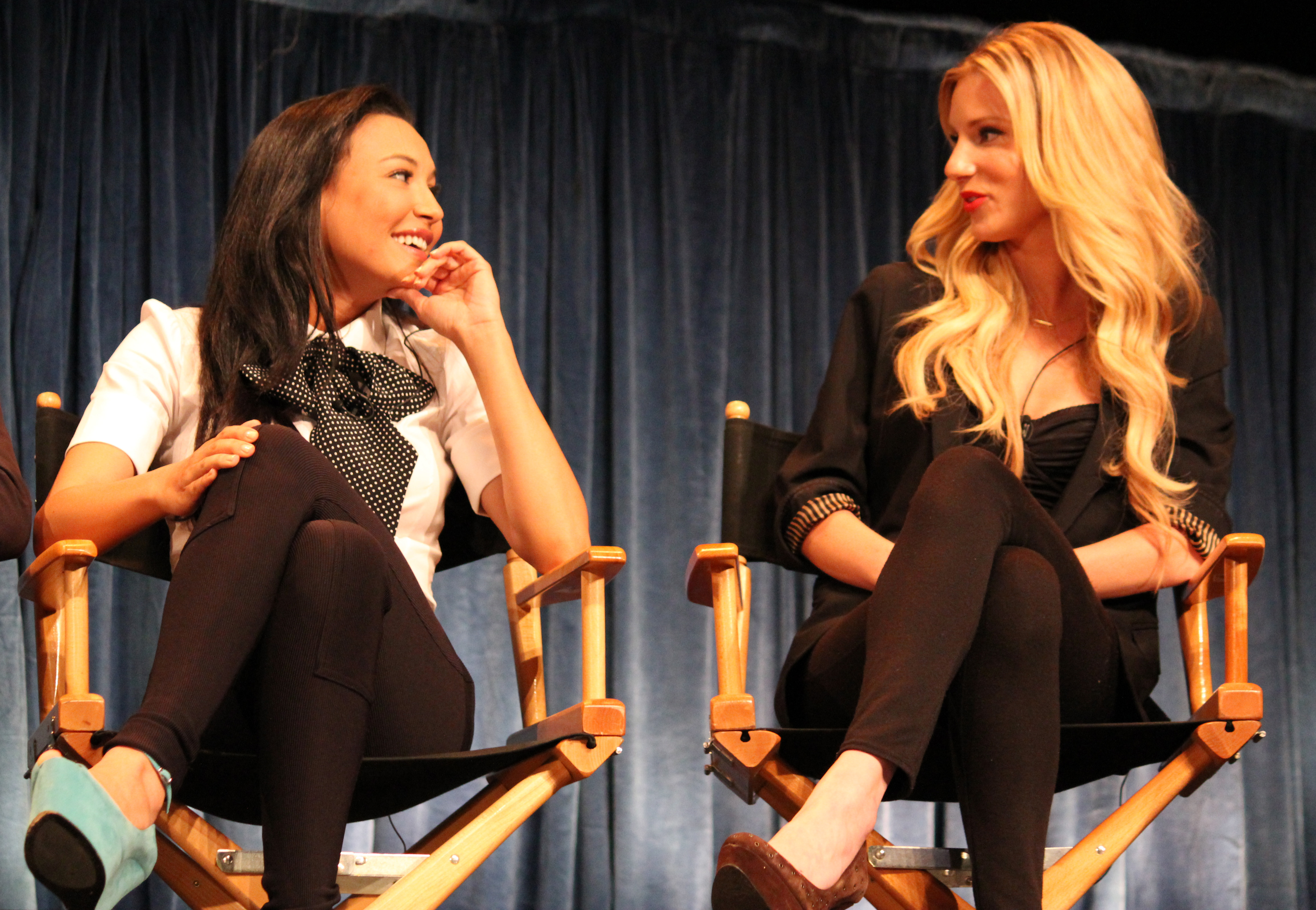
De relatie tussen Santana (links) en Brittany (rechts) is goed ontvangen door critici en fans

Ongeveer in de helft van het tweede seizoen vertelt Santana Lopez dat ze verliefd is op Brittany. Brittany zegt dat zij ook verliefd is op haar, maar Santana Lopez durft haar werkelijke zelf niet te zijn omdat ze bang is voor de "talks and the looks". Brittany steunt haar hierbij. Aan het begin van seizoen 3 komt de waarheid boven tafel en laat Santana Lopez zien wie ze is. Ze starten een relatie.